# Короткохвостый мангуст
Короткохвостый мангуст (лат. Urva brachyura) — вид хищных млекопитающих из семейства мангустовых (Herpestidae).  Ранее рассматривался в роде Herpestes; в 2009 году вместе с остальными азиатскими мангустами выделен к род Urva. 
Длина тела 39—45 см, длина хвоста от 17 до 25 см. Масса от 1 до 3 кг. Окраска меха тёмно-коричневая с крапинами желтоватого или оранжевого цвета. Уши короткие, красноватый нос большой.
Обитает на Малайском полуострове, на Калимантане, в Суматре, Палаване и Каламианских островах от уровня моря до 1500 метров. Найден около рек, в низменных первичных и вторичных лесах, в плантациях и в садах.
Ведёт наземный, одиночный образ жизни. Активен в дневное время. Питается мелкими позвоночными, беспозвоночными, яйцами, фруктами и корнями.
Основные угрозы неизвестны, хотя короткохвостого мангуста употребляют в пищу в некоторых частях Саравака, и локально он считается вредителем в сельскохозяйственных районах.